# Hosor

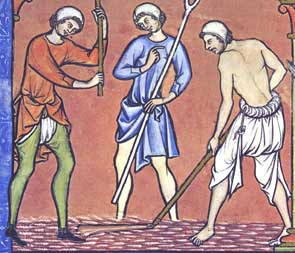
Mannen till vänster bär ett par gröna hosor.

Hosor [-o’-, även -å’-] (plural av hosa) är en benbeklädnad som omsluter benet och (ibland bara delvis) foten. Under medeltiden gjordes hosorna av kläde eller läder, till fest av sammet eller siden. Under senmedeltiden, när det blev modernt att bära kort kjortel, kompletterades hosorna med en blygdkapsel. Från 1600-talet finns det stickade hosor. Hosorna är en föregångare till byxorna, vilket återspeglas på tyska, där byxor heter Hosen.
Hosor bars bland annat av Bockstensmannen, från tidigt 1300-tal, och Ötzi ("Ismannen"), som levde omkring 3300 f.Kr.